# Linkebeek
Linkebeek este o comună în provincia Brabantul Flamand, în Flandra, una dintre cele trei regiuni ale Belgiei. Comuna este limitrofă cu Regiunea Capitalei Bruxelles, fiind situată în partea de sud. Suprafața totală este de 4,15 km². Comuna Linkebeek este situată în zona flamandă vorbitoare de limba neerlandeză a Belgiei dar este una dintre comunele belgiene cu facilități lingvistice pentru populația francofonă, aceasta fiind majoritară și este reprezentată de 13 membri din 15 în consiliul local. La 1 ianuarie 2008 comuna avea o populație totală de 4.712 locuitori. 
1. ↑  Crossroad Bank of Enterprises, accesat în 28 iulie 2023